# Forest Grove (ort i Australien)
Forest Grove är en ort i Australien. Den ligger i kommunen Augusta-Margaret River Shire och delstaten Western Australia, omkring 250 kilometer söder om delstatshuvudstaden Perth.
Runt Forest Grove är det mycket glesbefolkat, med 3 invånare per kvadratkilometer.. Närmaste större samhälle är Margaret River, omkring 13 kilometer norr om Forest Grove.
I omgivningarna runt Forest Grove växer i huvudsak städsegrön lövskog. Genomsnittlig årsnederbörd är 1 147 millimeter. Den regnigaste månaden är maj, med i genomsnitt 198 mm nederbörd, och den torraste är februari, med 10 mm nederbörd.